# Hector-Martin Lefuel
Hector-Martin Lefuel (ur. 14 listopada 1810 w Wersalu, zm. 31 grudnia 1880 w Paryżu) – XIX-wieczny francuski architekt historycystyczny. Jest obok Charlesa Garniera, jednym z najbardziej charakterystycznych architektów Drugiego Cesarstwa Francuskiego. Posiadał biuro projektowe zatrudniające prawie pięćdziesięciu pracowników. Jego agencja pozostawiła po sobie bogatą dokumentację wszystkich projektów, w których brała udział.

## Biografia

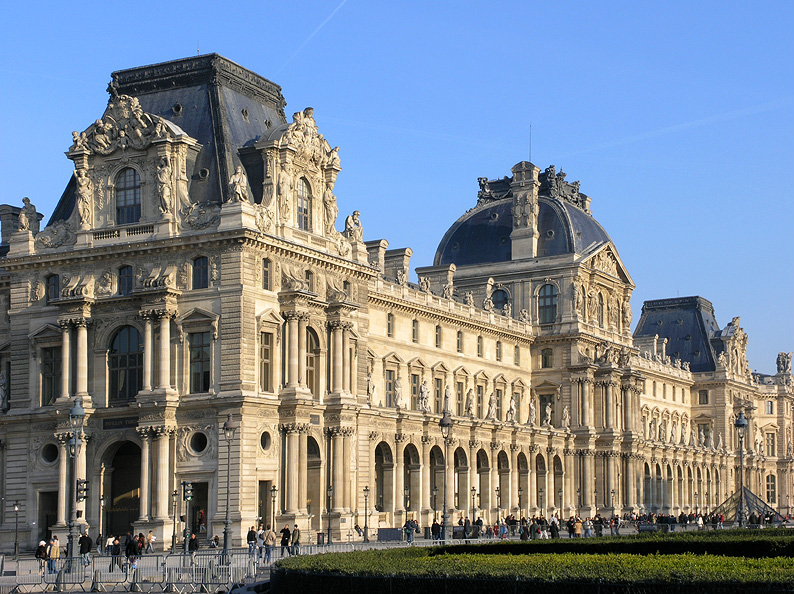
Północna część secesyjnego Luwru w Pałacu Luwrowym (1857).

### Młodość i szkoła
Hector-Martin był synem Alexandre'a Henry'ego Lefuela (1782-1850), budowniczego i spekulanta z Wersalu. W 1829 został przyjęty do École des Beaux-Arts, gdzie był uczniem Jeana-Nicolasa Huyota, a w 1833 zajął drugie miejsce w konkursie Prix de Rome. Pierwszą nagrodę otrzymał dopiero w 1839 r. za projekt d'Hôtel de ville, który pozwolił mu wyjechać na studia do Rzymu. Od 1840 do 1844 był pensjonariuszem Akademii Francuskiej w Rzymie w Villa Medici. W 1841 roku odnowił Palazzo Renai, florencki pałac Sabatier-Ungher. Po powrocie do Francji otworzył własne biuro i został mianowany inspektorem francuskiego Zgromadzenia Narodowego.

### Drugie Cesarstwo
Po przeprowadzeniu zmian w zamku de Meudon (1848) i w Sèvres na potrzeby Królewskiej Manufaktury Porcelany (1852), został mianowany głównym architektem zamku de Fontainebleau, wówczas jednej z letnich rezydencji cesarza Napoleona III. Tam zaprojektował nowy Théâtre Impérial (1853-1855) inspirowany małym teatrem Marii Antoniny w Petit Trianon.
Został wybrany na członka Académie des beaux-arts w 1855 r., zajmując miejsce Martina Gauthiera, a w 1854 r. został mianowany „kawalerem” Legii Honorowej, a później w 1857 r. jej „dowódcą”.

#### Nowy Luwr
W tym samym czasie, gdy pracował nad Fontainebleau, po nagłej śmierci architekta Louisa Viscontiego w 1853 roku, Lefuelowi powierzono projekt Nouveau Louvre (Nowego Luwru). Projekt zakładał budowę nowych skrzydeł, które miały połączyć tzw. Vieux Louvre (Stary Luwr, pierwotne zalążek Luwru) z Pałacem Tuileries (rezydencją cesarską). W nowych budynkach znalazły się nie tylko muzealne sale wystawowe, ale także nowe cesarskie stajnie i obszerna sala tronowa, w której odbywały się wspólne posiedzenia francuskiego parlamentu (la Salle des États ) w południowej części oraz różne biura ministerialne i Bibliothèque du Louvre w północnej części. Dekoracja wnętrz trwała do 1861 roku. Asystentem Lefuela  był młody amerykański architekt Richard Morris Hunt, który studiował pod okiem Lefuela w École des Beaux-Arts. Po ukończeniu studiów przez Hunta Lefuel zaproponował mu stanowisko inspektora prac w Luwrze i pozwolił zaprojektować fasadę Pavillon de la Bibliothèque od strony Rue de Rivoli .

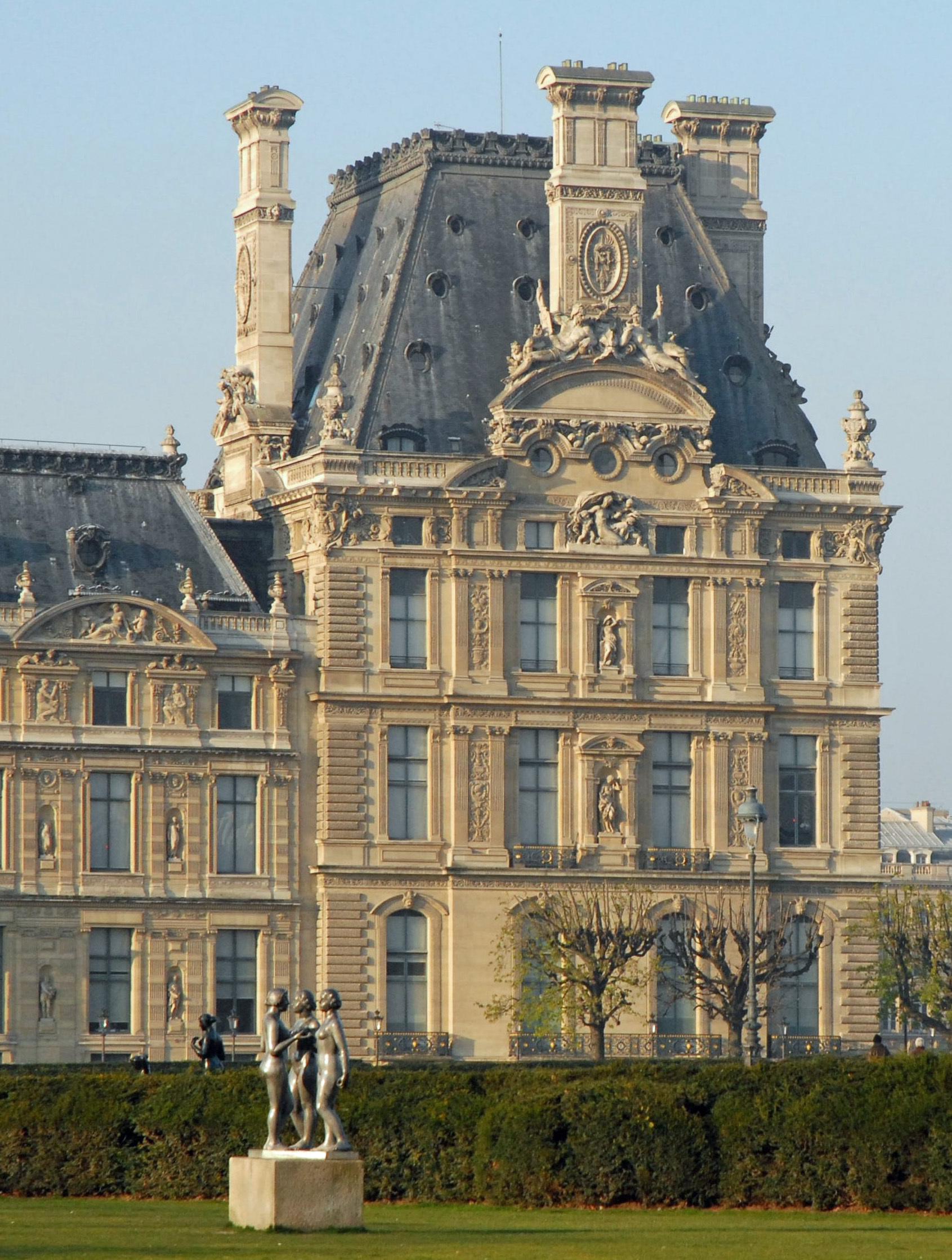
Północna fasada Pałacu Tuileries (1874).

#### RekonstrukcjaPavillon de FloreiGrande Galerie
Gdy w 1861 roku zakończono prace nad secesyjnym Luwrem, Lefuel uznał za konieczne zbadanie stanu najstarszych części budowli. Odkryto, że położony nad Sekwaną Pavillon de Flore groził zawaleniem (od 1850 r. pawilon był podparty, a w 1860 r. odpadła część gzymsu). Lefuel zaproponował jego zburzenie i odbudowanie na nowo. Architekt przekonał także cesarza, aby zrobił to samo z zachodnią częścią Wielkiej Galerii, częściowo ze względów konstrukcyjnych, częściowo dlatego, że kolosalny porządek jej fasady uznał za „niefortunny wynalazek, który miał katastrofalny wpływ”.
Nowy Pavillon de Flore został odbudowany z narzuconym porządkiem, bogato zdobiony płaskorzeźbami i rzeźbami oraz wysokim dachem. Na gzymsie Jean-Baptiste Carpeux wyrzeźbił bujny „Triumf Flory”. Podobna artykulacja utrzymała się w fasadach Grande Galerie, a dodatkowo w części centralnej zbudowano monumentalny portyk, który skomunikował się z Cour du Carrousel. W rezultacie fasady były znacznie bardziej obfite niż oryginalne fasady z początku wieku XVII.
Wnętrza uległy poważnym zmianom, pawilon musiał zostać poświęcony księciu cesarskiemu, Galerie zmniejszono o połowę, a na pierwszym piętrze zaplanowano mieszkanie dla wizytujących zagranicznych władców. Podobnie dodano nowy pawilon (Pavillon des Sessions), naprzeciwko Cour du Carrousel, który miał zawierać dużą salę tronową, która miała zastąpić Salle des États w secesyjnym Luwrze. Latem 1870 roku, kiedy wybuchła wojna francusko-pruska, prace wstrzymano zanim zdążono udekorować i wyposażyć wnętrza.
Po spaleniu Pałacu Tuileries w trakcie Komuny Paryskiej w 1871 r. Lefuel dodał w latach 1874–1879 północną fasadę do Pavillon de Flore, podobną pod względem projektu do elewacji południowej. W tym samym stylu przebudował także Pavillon de Marsan .

#### Inne prace
Do czasów współczesnych przetrwało niewiele przykładów twórczości Lefuela, poza Luwrem.

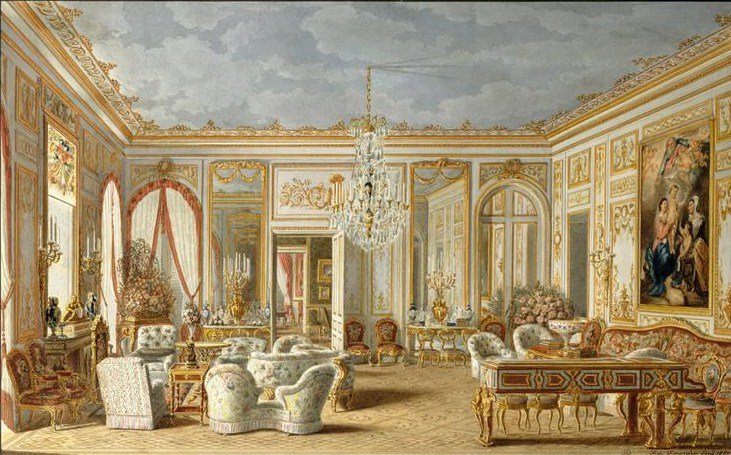
Sala Cesarzowej, Pałac Saint-Cloud.

Architekt był także odpowiedzialny za dekorację różnych rezydencji cesarskich, w tym apartamentów cesarzowej Eugenii, Pałacu Tuileries i zamku Saint-Cloud - oba zostały zniszczone w wyniku pożaru tych budynków podczas wojny francusko-pruskiej (1870) i Komuny Paryskiej (1871). Pokoje te można uznać za reprezentatywny wzór stylu dekoracyjnego Drugiego Cesarstwa, który łączył boazerie w stylu Ludwika XVI, odrodzenie historyczne, antyki i nowe, wygodne meble z pikowaną tapicerką.
Lefuel zaprojektował i zbudował także kilka hoteli particulier, takich jak hotel Achille Foulda, ministra skarbu za czasów Napoleona III, Hôtel de Nieuwekerke w Parc Monceau dla dyrektora Luwru, Émiliena de Nieuwerkerke i Hôtel Emonville w Abbeville. Jego zasługą jest także tymczasowy Pałac Sztuk Pięknych i Przemysłu, wybudowany na Wystawę Powszechną w 1855 roku
Zaprojektował kilka pomników nagrobnych, m.in. dla kompozytorów Daniela-François-Esprita Aubera i François Bazina na cmentarzu Père Lachaise .

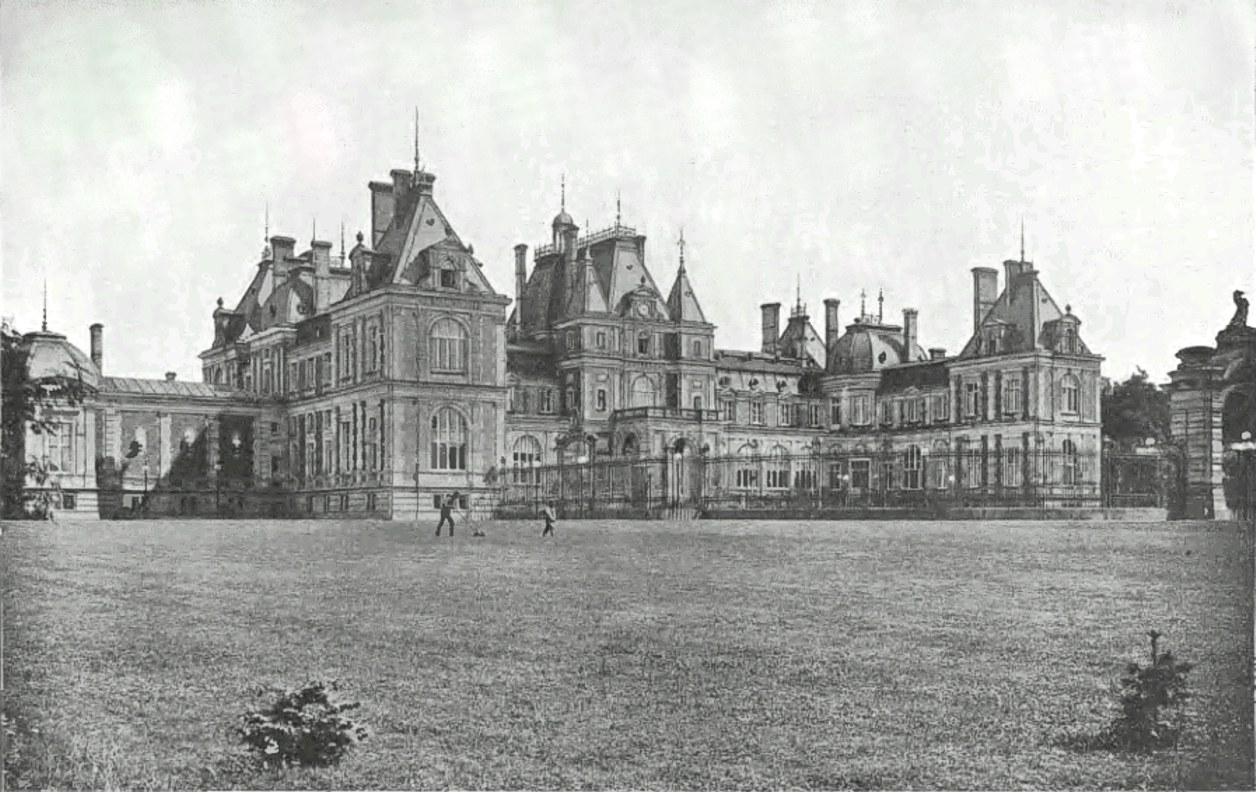
Niesitniejący pałac w Świerklańcu

Jego autorstwa był też zamek Neudeck (obecnie Świerklaniec) na Śląsku. Zbudowany w latach 1868-1872 na zlecenie hrabiego Guido Henckela von Donnersmarcka, zamożnego niemieckiego arystokraty i przemysłowca. Ceglano-kamienny zamek został spalony przez Armię Czerwoną w 1945 r. i rozebrany w 1961 r.
Hector-Martin Lefuel zmarł w Paryżu w 1880 roku i został pochowany na cmentarzu Passy.

## Główne prace
- Théâtre Imperial de Fontainebleau (1853-1855)
- Budowa secesyjnego Luwru (1854-1857)
- Klimatyzacja i dekoracja wnętrz secesyjnego Luwru (1857-1861)
- Przebudowa apartamentów cesarskich w Pałacu Tuileries (1858-1860)[7]
- Rekonstrukcja Pavillon de Flore w Tuileries i zachodniej części Wielkiej Galerii w Luwrze (1861-1870)
- Budowa małego neobarokowego teatru w zamku Chimay (1863)[8]
- Budowa zamku Neudeck (1869-1876)[9]
- Rekonstrukcja pawilonów Flore i Marsan, zniszczonych podczas pożaru Tuileries (1874-1879)

## Galeria zdjęć

Zewnętrzne części Luwru autorstwa Lefuela
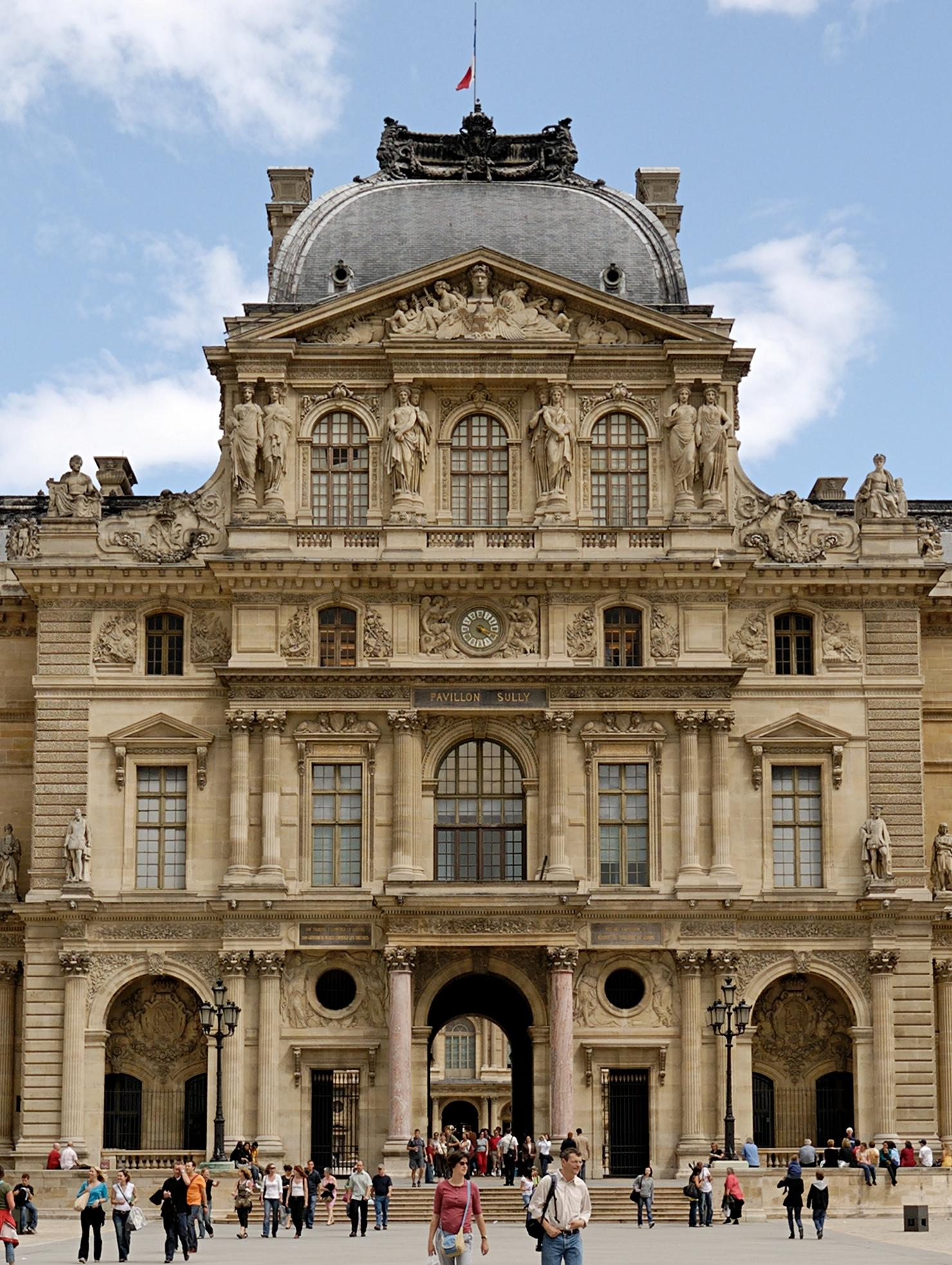
Pavillon Sully
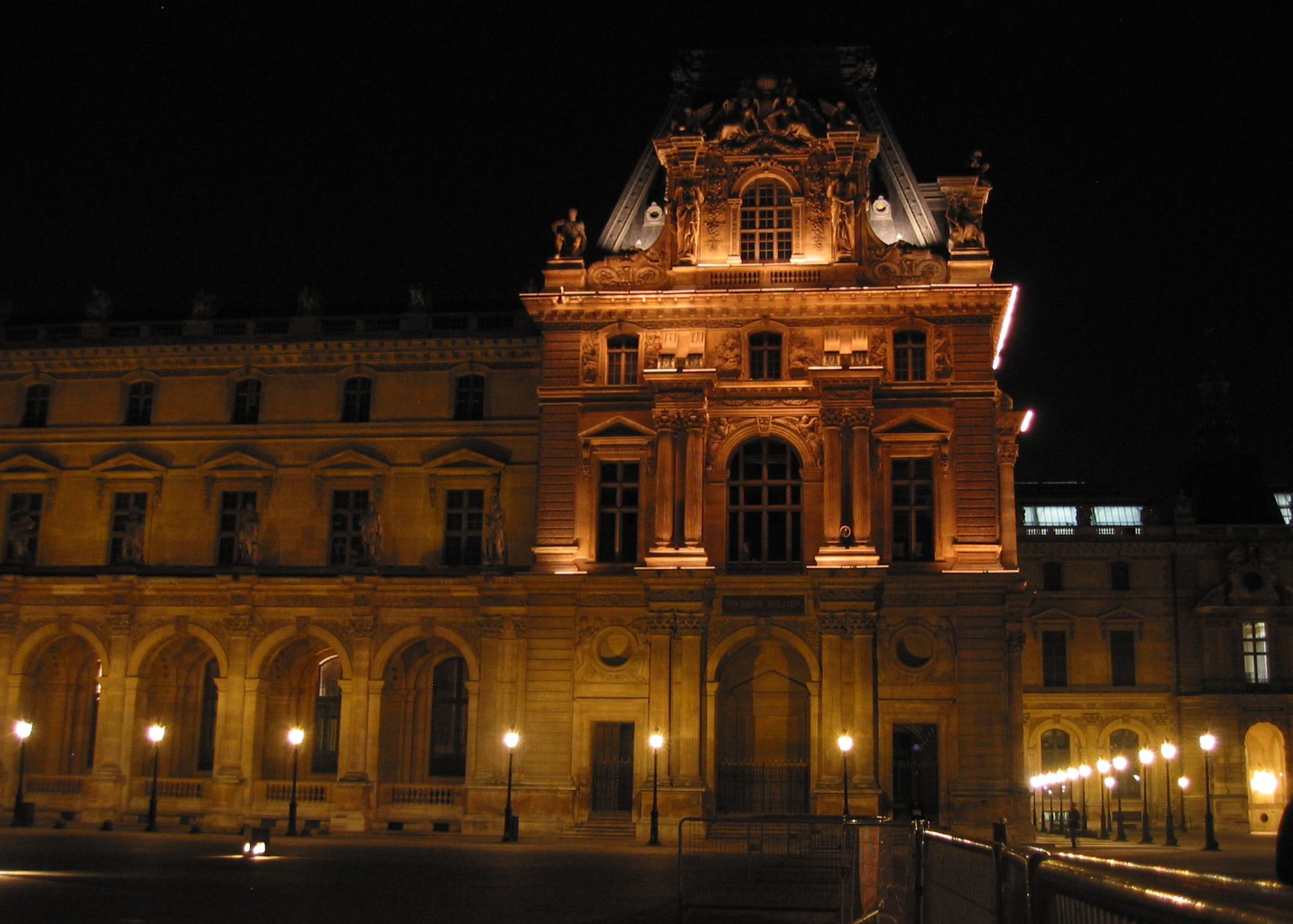
Pawilon Mollien w skrzydle Denon
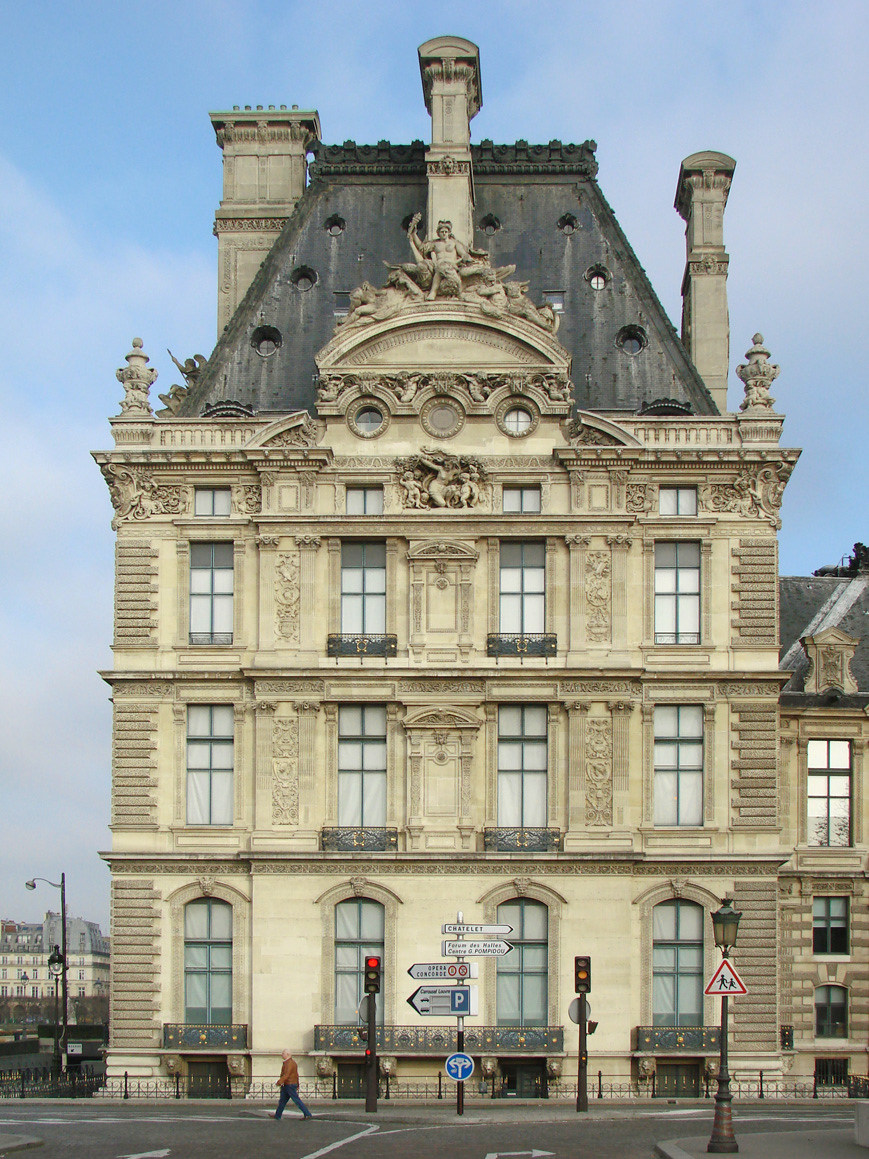
Pavillon de Flore
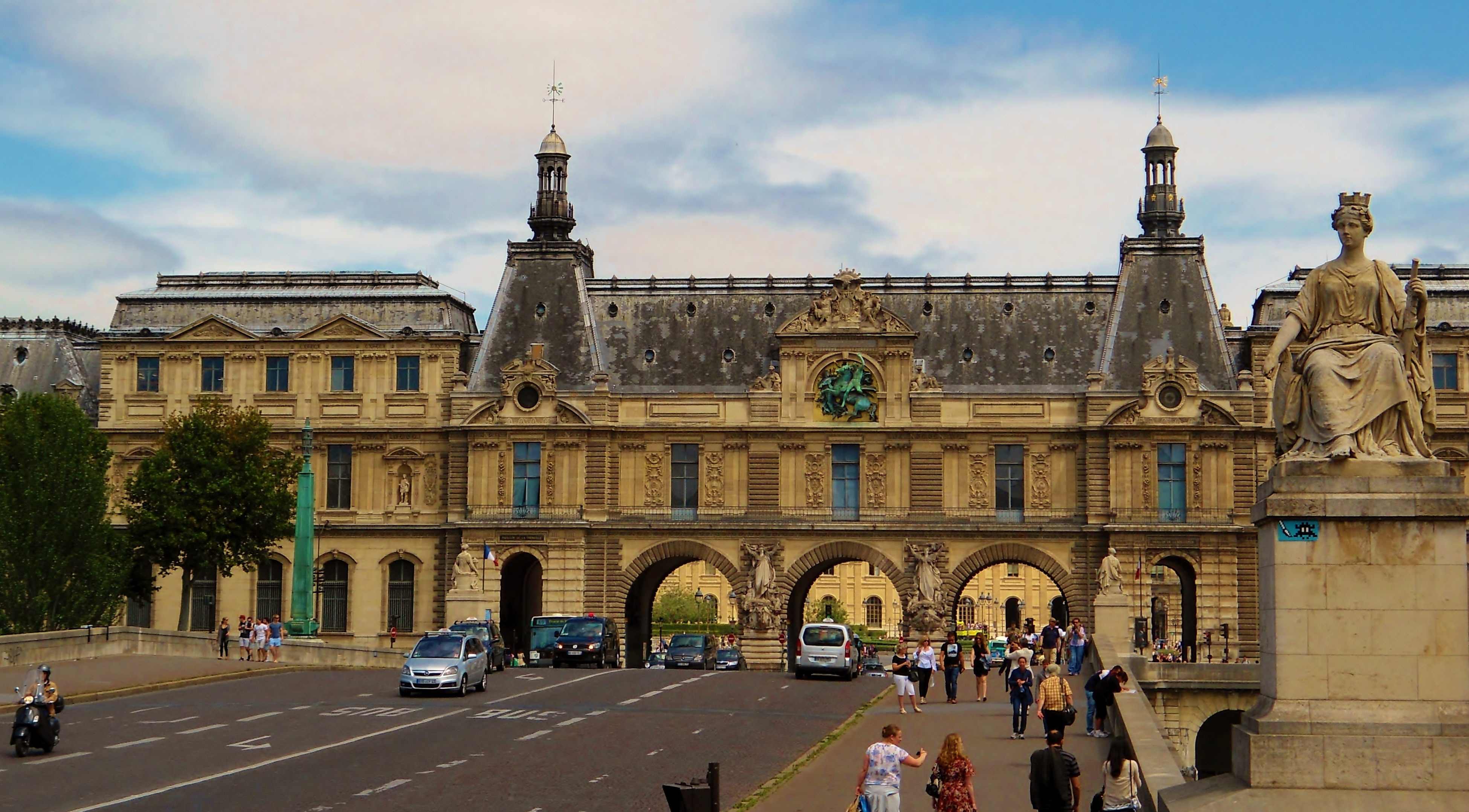
Południowa fasada Guichets du Carrousel (1861)

Wnętrza Luwru autorstwa Lefuela
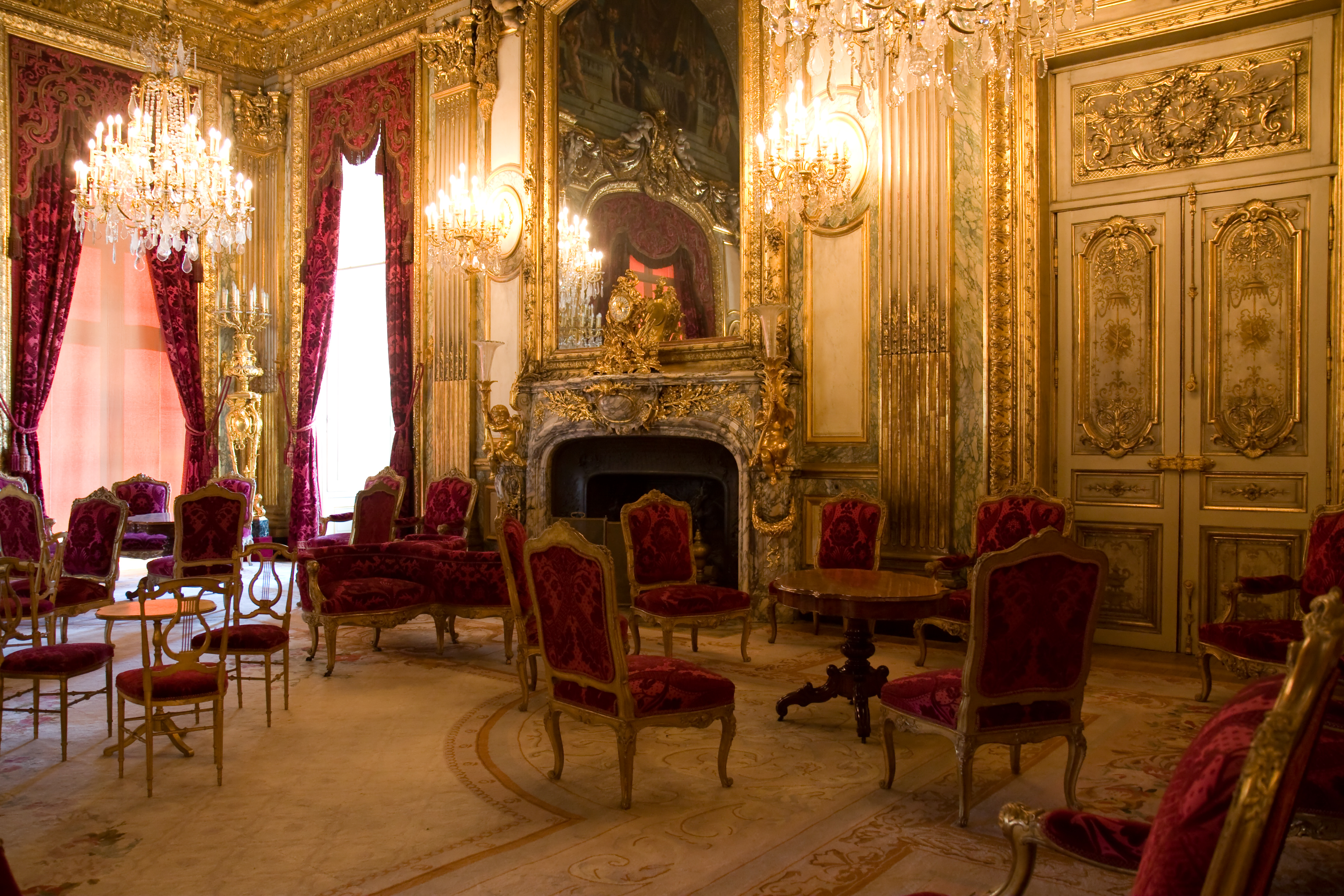
Wielka Sala Apartamentów Napoleona III
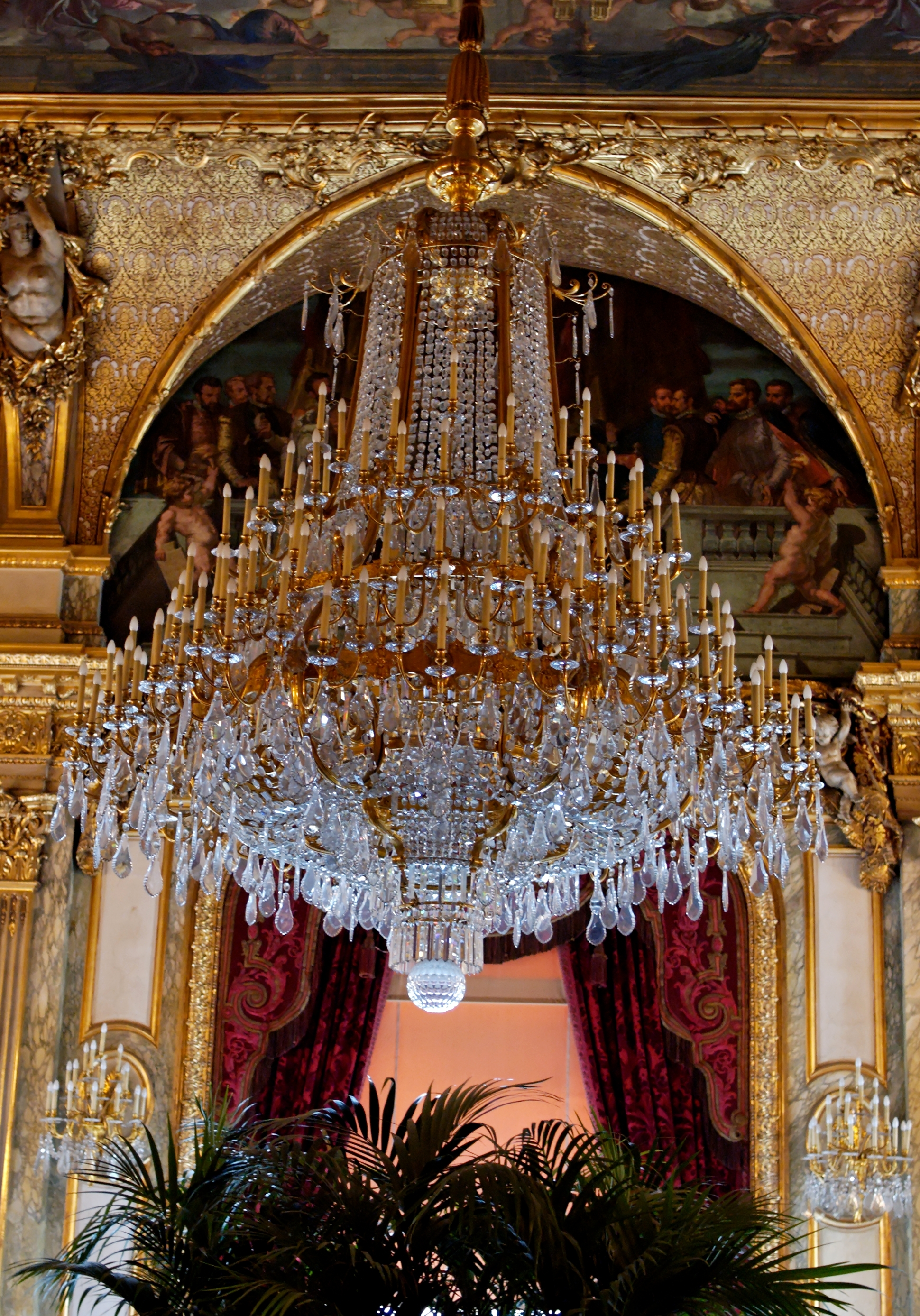
Centralny żyrandol Wielkiej Sali
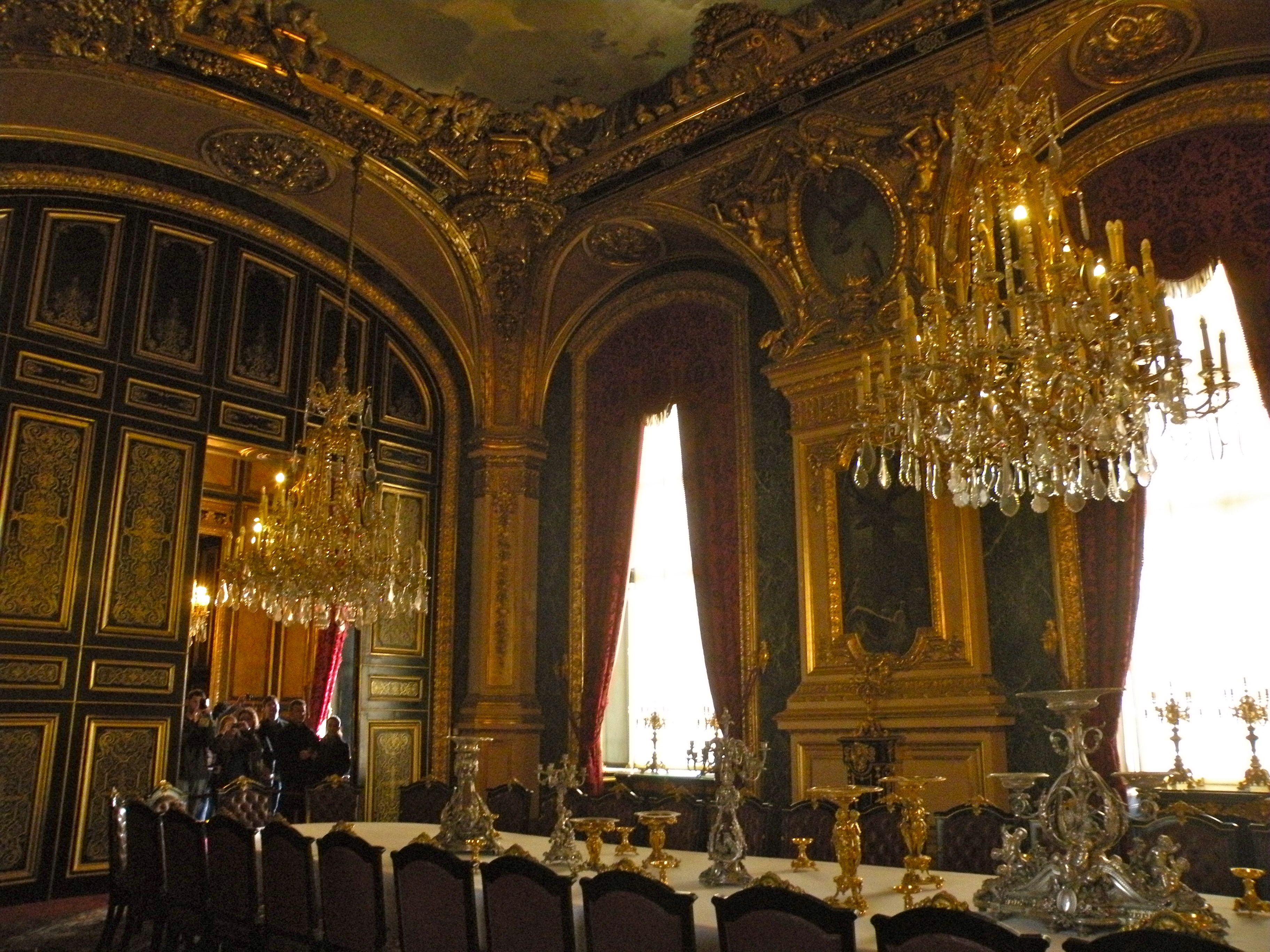
Wielka Jadalnia apartamentów Napoleona III
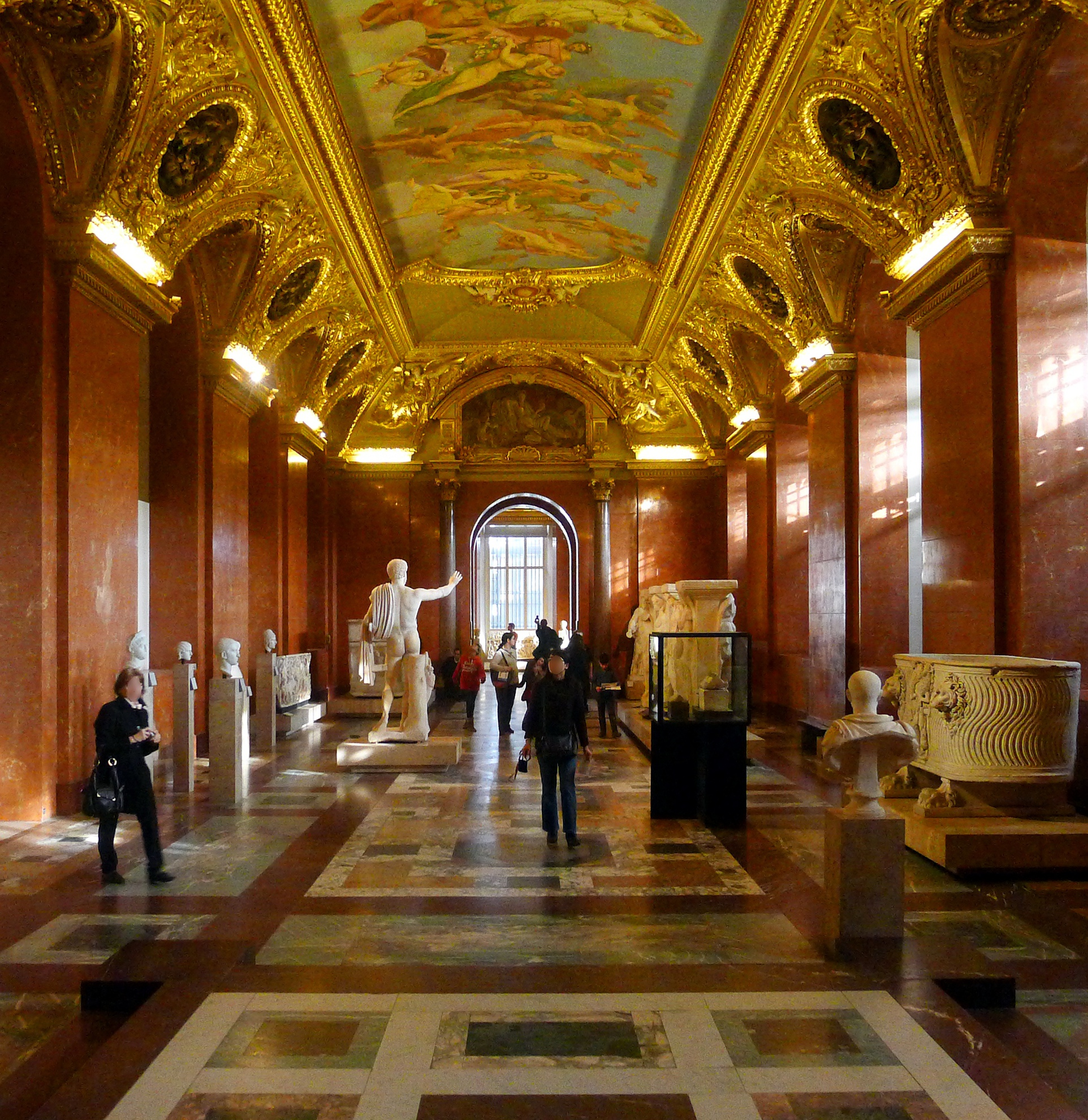
Sala Augusta (pierwotnie Sala Cesarska)
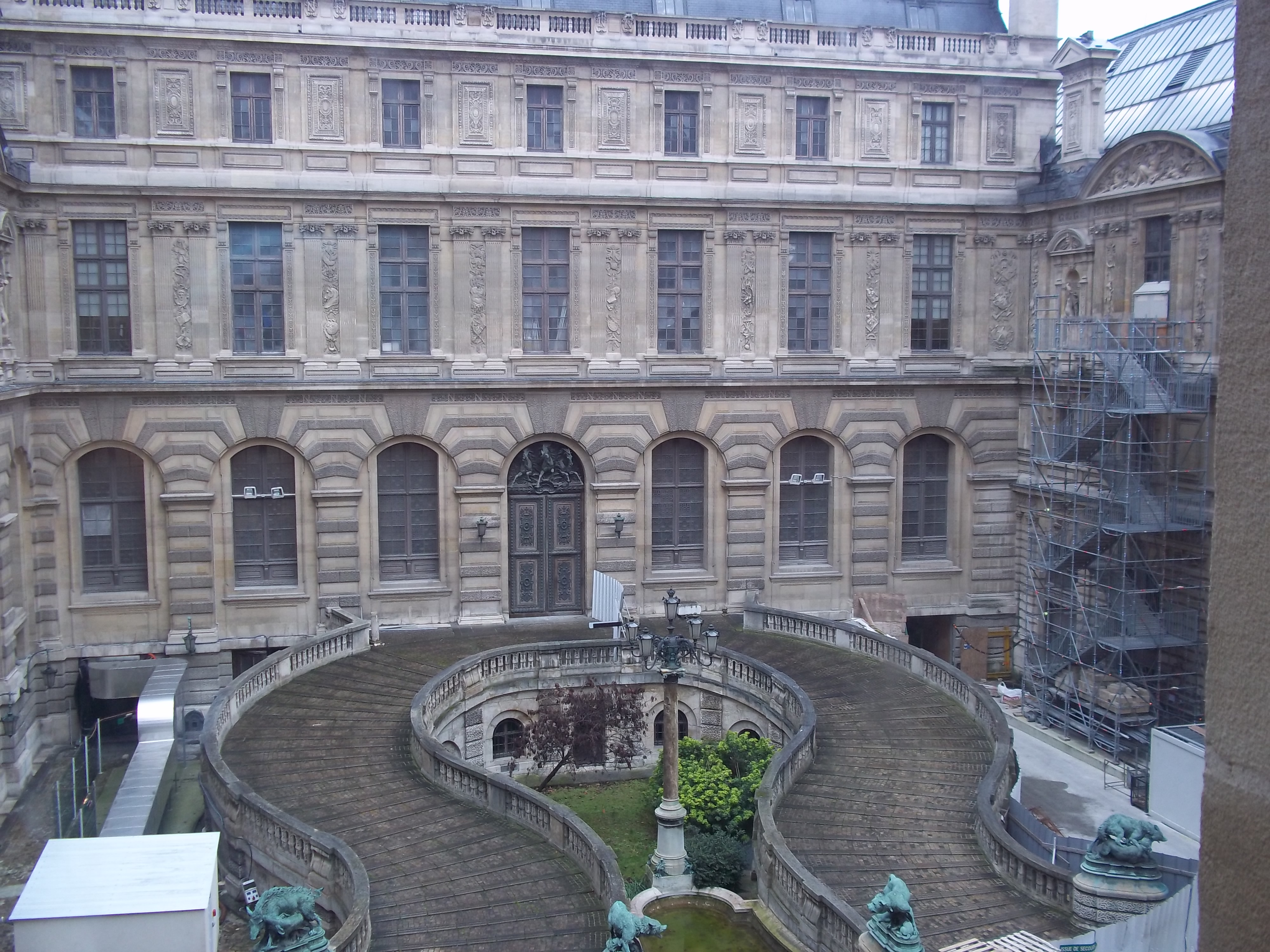
Dziedziniec Lefuela (skrzydło Denona) z rampami dla koni prowadzącymi do dawnych stajni cesarskich
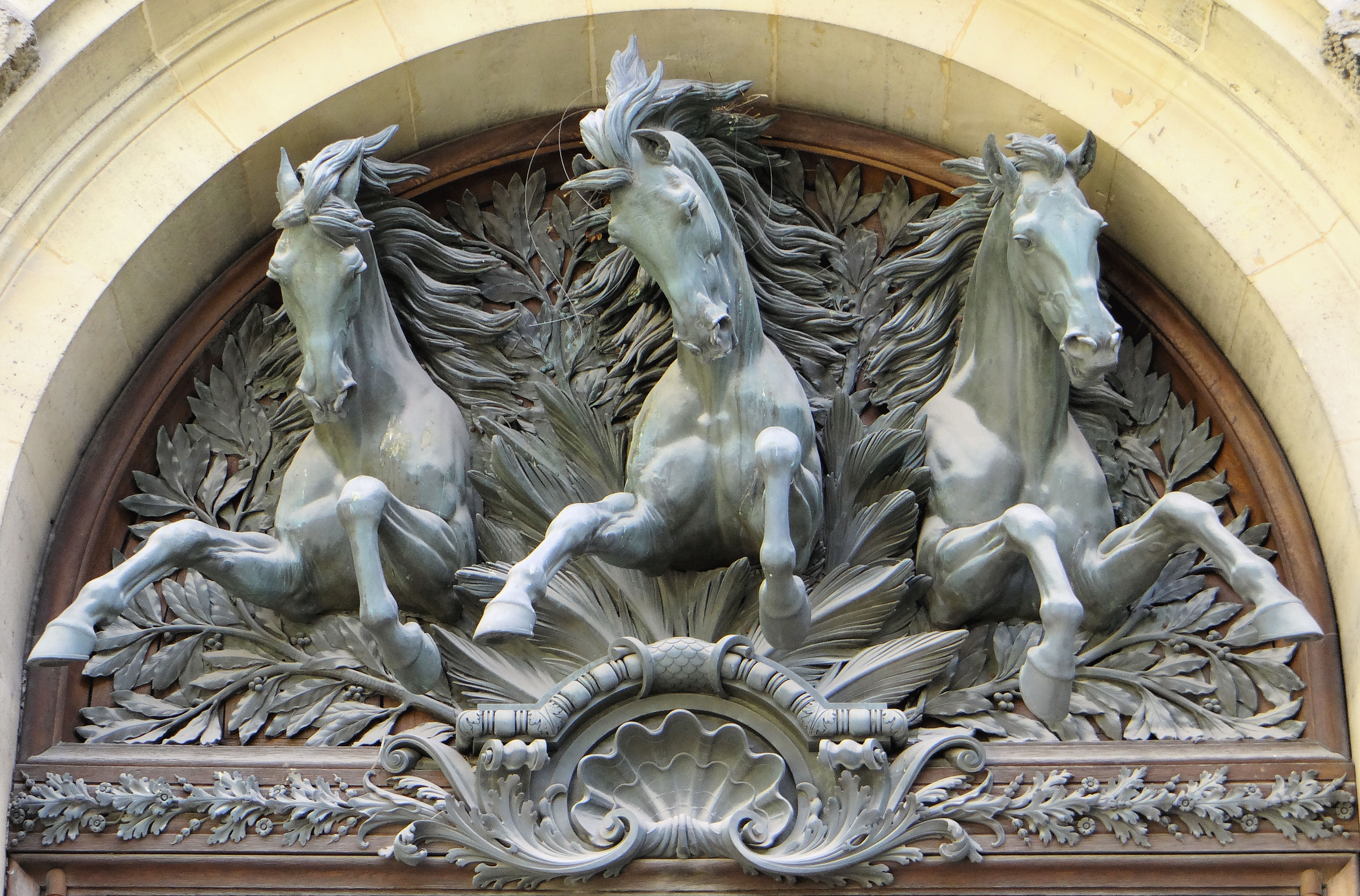
Tympanon nad drzwiami do dawnych stajni od strony dziedzińca Lefuel
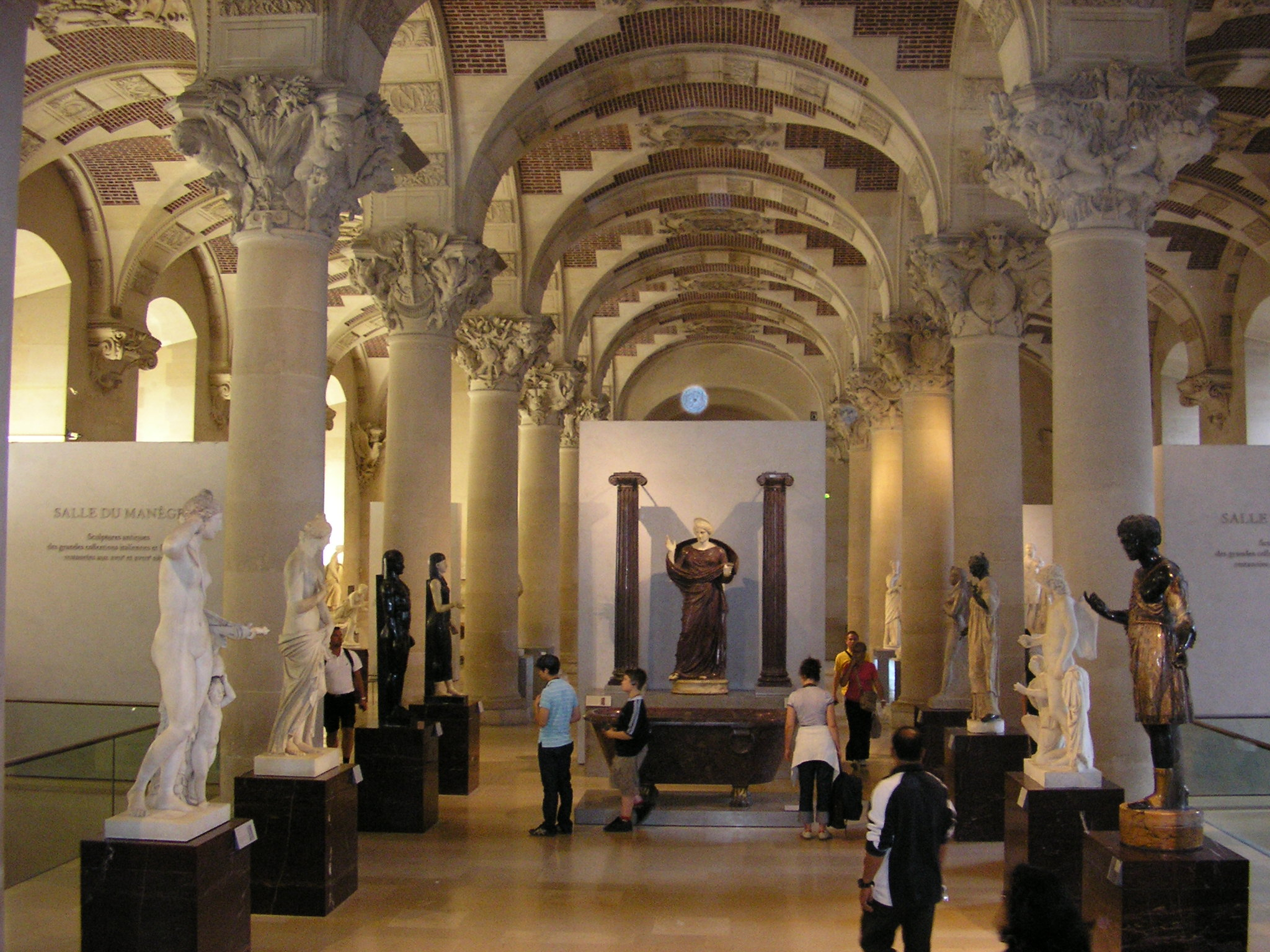
Sala Manège (stare stajnie)

## Literatura
- Aulanier, Christiane (1971). Histoire du Palais et du Musée du Louvre: Le Pavillon de Flore. Paryż: Editions des Musées nationaux. OCLC 468520874 .
- Bautier, Genevieve Bresc (1995). Luwr: historia architektury. Nowy Jork: The Vendome Press. ISBN 9780865659636 .
- Miód pitny, Christopher (1996). „Lefuel, Hector-Martin”, tom 19, s. 69–70 w The Dictionary of Art (przedruk z niewielkimi poprawkami w 1998 r.), pod redakcją Jane Turner. Londyn: Macmillan. ISBN 9780333749395 .
- Le Photographe et l'architecte (Édouard Baldus, Hector-Martin Lefuel et le chantier du nouveau Louvre de Napoléon III). Paris: Réunion des musées nationaux, 1995, s. 135. ISBN 978-2-7118-3245-3. OCLC 32906071.